# San Giuliano (Cologno Monzese)
San Giuliano Monzese (in monzese San Giulian) è una parrocchia ed un quartiere di Cologno Monzese ormai completamente fuso col centro abitato, di cui costituisce la porzione orientale ai confini con Vimodrone e Cernusco sul Naviglio. Anticamente era però un comune a sé stante, prima di essere trasformato in una semplice frazione dal governo austriaco.

## Storia
Registrato agli atti del 1751 come un villaggio milanese di 101 abitanti saliti a 338 nel 1771, alla proclamazione del Regno d'Italia nel 1805 San Giuliano risultava avere 370 residenti. In età napoleonica il comune venne soppresso e aggregato per la prima volta al limitrofo comune di Cologno, ma recuperò poi l'autonomia con l'istituzione del Regno Lombardo-Veneto. Fu tuttavia lo stesso governo di Vienna ad accorgersi col tempo della razionalità dell'operato francese, anche tenendo conto dello sviluppo edilizio che stava portando alla fusione fisica dei due abitati: fu così che col dispaccio governativo del 17 gennaio 1841 gli Asburgo tornarono sui loro passi e deliberarono la definitiva annessione di San Giuliano a Cologno.